# Seymour Cassel
Joseph Seymour Cassel (Detroit, Michigan, 22 de janeiro de 1935 – Los Angeles, 7 de abril de 2019) foi um ator americano.
Cassel ganhou destaque na década de 1960 em filmes pioneiros independentes do escritor e diretor John Cassavetes. Ele já participou de uma série de filmes, tanto em dois filmes independentes como em produções de Hollywood. Também participou de filmes do diretor Wes Anderson.
Amigo do pai do guitarrista Saul Hudson da banda Guns N' Roses, Seymour o apelidou de Slash, que viria assumir como nome artístico.
Afligido pela Doença de Alzheimer, faleceu em 7 de abril de 2019 aos 84 anos de idade em Los Angeles.